# Prix Friedebert-Tuglas
Le prix Friedebert-Tuglas de la nouvelle (estonien : Friedebert Tuglase novelliauhind)  est un prix littéraire annuel, fondé par Friedebert Tuglas en 1970.

## Lauréats
1971
- Jaan Kross, "Neli monoloogi Püha Jüri asjus". Loomingu Raamatukogu, 1970, nr. 15
- Paul Kuusberg, "Roostetanud kastekann". Looming, 1970, 7

1972
- Friedebert Tuglas (postuumselt), "Helloi maa". Looming, 1971, nr. 2
- Jaan Kross, "Pöördtoolitund". Looming, 1971, nr. 1

1973
- Arvo Valton, "Ohtlik leiutis". Kogumikust "Õukondlik mäng", Loomingu Raamatukogu 1972, nr. 1-2
- Rein Saluri, "Mälu". Looming 1972, nr. 4

1974
- Heino Väli, "Veri mullal". Looming, 1973, nr. 3
- Mari Saat, "Katastroof". Loomingu Raamatukogu, 1973, nr. 22

1975
- Uno Laht, "Meie, tippkutid, üle kogu maakera". Kogumikust "Bordelli likvideerimine", Loomingu Raamatukogu, 1974, nr. 17
- Mats Traat, "Kohvioad". Loomingu Raamatukogu, 1974, nr. 8

1976
- Mati Unt, "Via regia". Loomingu Raamatukogu, 1975, nr. 9
- Kersti Merilaas, "Eilsete perest". Looming, 1975, nr. 8

1977
- Juhan Peegel, "Väekargajad". Looming, 1976, nr. 1
- Betti Alver, "Kõmpa". Looming, 1976, nr. 11

1978
- Paul Kuusberg, "Võõras või õige mees?". Looming, 1977, nr. 9.
- Teet Kallas, "Tagasi suurte kivide juurde". Kogumikust "Insener Paberiti juhtum", Loomingu Raamatukogu, 1977, nr. 27

1979
- Arvo Valton, "Mustamäe armastus". Kogumikust "Mustamäe armastus", 1978
- Toomas Vint, "Arthur Valdese lugu". Looming, 1978, nr. 11

1980
- Jaan Kruusvall, "Lõhn". Looming, 1979, nr. 10
- Jaak Jõerüüt, "Mr. Dikshit". Looming, 1979, nr. 4

1981
- Rein Saluri, "Lõimetishoole". Looming, 1980, nr. 11
- Mihkel Mutt, "Õpilane Fabian". Kogumikust "Fabiani õpilane", 1980

1982
- Aadu Hint, "Tiina(d)". Looming, 1981, nr. 2
- Vaino Vahing, "Machiavelli kirjad tütrele II"; Looming, 1981, nr. 12

1983
- Aino Pervik, "Anna". Kogumikust "Impulss", 1982
- Asta Põldmäe, "Kuumalaine". Looming, 1982, nr. 5

1984
- Erni Krusten, "Rio Grande". Looming, 1983, nr. 10
- Toomas Vint, "See nii ootamatu ja ebamugav surm". Kogumikust "Tantsud Mozarti saatel", 1983

1985
- Einar Maasik, "Et rääkisin puudega?". – kogumikust "Tere, Maria", 1984.
- Ülo Mattheus, "Minu isa luulud". Kogumikust "Sõna 7", Loomingu Raamatukogu, 1984, nr. 36

1986
- Mari Saat, "Elsa Hermann". Kogumikust "Õun valguses ja varjus", 1985
- Andres Vanapa, "Surnutele on ladu avatud". Looming 1985, nr. 8

1987
- Lehte Hainsalu, "Selle talve isa". Vikerkaar 1986, nr. 3
- Jaan Undusk, "Sina, Tuglas". Looming 1986, nr. 2

1988
- Rein Saluri, "5.3.53". Looming 1987, nr. 5
- Leo Anvelt (postuumselt), "Külm heldus". Kogumikust "Uidang mitme tundmatuga", 1987

1989
- Raimond Kaugver, "Elupäästja". Edasi 27. veebruar 1988
- Toomas Raudam, "Lodus tiivad". Kogumikust "Igavene linn", 1988

1990
- Jaan Kross, "Onu". Looming, 1989, nr. 12
- Rein Taagepera, "Livland, Leaveland". Looming, 1989, nr. 3

1991
- Jaak Jõerüüt, "Mr. Warma ja täiskuu valgus". Kogumikust "Teateid põrgust", 1990
- Madis Kõiv, "Film". Vikerkaar, 1990, nr. 7

1992
- Ilmar Jaks, "Number 808". Looming, 1991, nr. 11
- Jaan Kruusvall, "Rännakul". Vikerkaar, 1991, nr. 11

1993
- Madis Kõiv, "Igavese physicus'e elu". Looming, 1992, nr. 8
- Ilmar Talve, "Eraõpetlane Abraham Hintsa". Looming, 1992, nr. 7

1994
- Ülo Mattheus, "Buddha-mäng Borgesega päeval kell kaks". Looming, 1993, nr. 7
- Eeva Park, "Juhuslik". Looming 1993, nr. 12

1995
- Jaan Kross, "Vürst". Kogumikust "Järelehüüd", Loomingu Raamatukogu, 1994, nr. 11
- Asta Põldmäe, "Vastu ööd". Looming 1994, nr. 9

1996
- Peeter Sauter, "Kõhuvalu". Vikerkaar, 1995, nr. 8
- Mats Traat, "Võimu rist". Looming, 1995, nr. 10

1997
- Jüri Ehlvest, "Krutsiaania". Kogumikust "Krutsiaania", 1996
- Emil Tode (Tõnu Õnnepalu), "Külma kondid". Vikerkaar, 1996, nr. 12

1998
- Peeter Sauter, "Tuimus". Vikerkaar, 1997, nr. 9
- Andrus Kivirähk, "Kunstnik Jaagup". Looming, 1997, nr. 2

1999
- Mart Kivastik, "Morn". Looming, 1998, nr. 1
- Ervin Õunapuu, "Väike Lilli Noarootsist". Looming, 1998, nr. 10

2000
- Mehis Heinsaar, "Liblikmees". Looming, 1999, nr. 8
- Andres Vanapa, "Kriipslugu". Looming, 1999, nr. 10

2001
- Tarmo Teder, "Kohtumine". Looming, 2000, nr. 11
- Mati Unt, "Nouvelle". Looming, 2000, nr. 2

2002
- Mehis Heinsaar, "Ilus Armin". Looming, 2001, nr. 10
- Mats Traat, "Kohtupeegel". Looming, 2001, nr. 7

2003
- Ürgar Helves (Jüri Ehlvest), "Hobune eikusagilt". Looming, 2002, nr. 1
- Jaan Undusk, "Armastus raamatu vastu". Raamatust "Puudutus", Tartu Ülikooli Raamatukogu, 2002

2004
- Ilmar Jaks, "Armer Adolf". Kogumikust "Pimedus", 2003
- Lauri Pilter, "Teisik". Vikerkaar, 2003, nr. 12

2005
- Madis Kõiv, "Nuuma Aljla". Looming, 2004, nr 12
- Tarmo Teder, "Viimase idealisti pildid". Looming, 2004, nr 6

2006
- Armin Kõomägi, "Anonüümsed logistikud". Looming, 2005, nr 4
- Ülo Tuulik, "Eri Klasiga Kielis". Sirp, 7. oktoober 2005

2007
- Jürgen Rooste, "Pornofilm ja pudel viina". Vikerkaar, 2006, nr 6
- Mats Traat, "Sarviku armastus". Looming, 2006, nr 11

2008
- Mihkel Mutt, "Siseemigrant". Kogumikust "Siseemigrant", 2007
- Andrei Hvostov, "Sinised mäed". Looming, 2007, nr 6

2009
- Indrek Hargla, "Minu päevad Liinaga". Looming, 2008, nr 8
- Jüri Tuulik, "Tellikaatne". Kogumikust  "Räim, pisike kena kala: valitud lugusid ja toiduretsepte", 2008

2010
- Mehis Heinsaar, "Puhkehetkel".  Looming 2009, nr 5
- Sven Vabar, "Musta lennuki kirik". Kogumikust "Tartu rahutused", 2009

2011
- Maarja Kangro, "48 tundi". Looming 2010, nr 2
- Urmas Vadi, "Kuidas me kõik reas niimoodi läheme". Vikerkaar 2010, nr 12

2012
- Kätlin Kaldmaa, "Kui poisid tulid". Looming 2011, nr 12
- Toomas Vint,  "Pettekujutelmade linnuparv". Kogumikust "Kunstniku elu", 2011

2013
- Kai Aareleid, "Tango". Looming 2012, nr 4
- Rein Raud "Ja tuleb kord". Looming 2012, nr 12

2014
- Maarja Kangro, "Atropose Opel Meriva". Vikerkaar 2013, nr 4/5
- Madis Kõiv, "Vikat". Kogumikust "Uudisjutte tegelikust ning võimalikest maalimadest; nägemused ja uned", 2013

2015
- Mart Kivastik, "Õnn tuleb magades". Vikerkaar 2014, nr 12
- Mait Vaik, "Puhtus". Kogumikust "Tööpäeva lõpp", 2014

2016
- Maimu Berg, "Awakenings". Looming 2015, nr 8
- Jüri Kolk, "Sünnimärk". Looming 2015, nr 10